# 奧斯曼之夢

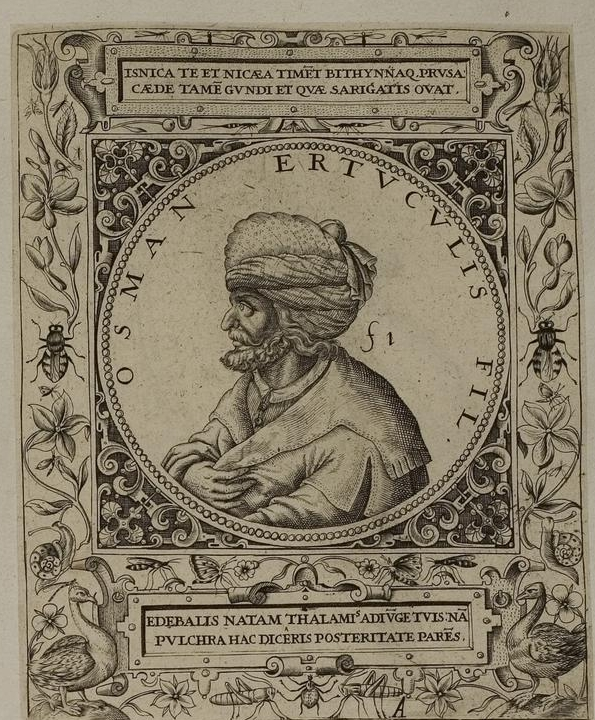
奥斯曼一世

奥斯曼之夢是一則關於鄂圖曼帝國創始者奥斯曼一世早年生活的神話故事。故事描述年輕的奥斯曼在一名智者謝赫·艾德巴利的家中所作的一場夢境，在夢中，奥斯曼從隱喻的視角，見證了一個偉大帝國的成長和繁榮，且由奥斯曼和他的後代統治。這則故事出現在十五世紀下半葉，即奥斯曼逝世一百多年後，這篇史詩為奥斯曼及其繼承者們握有世俗王權與宗教神權的權力基礎提供了統治正當性的解釋，並美化且修飾了奥斯曼一世日後獲得的成就與功績。
鄂圖曼帝國的學者與作家皆非常重視這則帝國奠基人的神話夢境。

## 故事
當奥斯曼還是一位年輕王子的時候，已因其信仰宗教的虔誠而聞名遐邇。某次，奥斯曼出於敬重與學習的心而拜訪一名住在埃斯基谢希尔附近村莊的智者，這名品德高潔的智者名為謝赫·艾德巴利。起先，奥斯曼專注於和艾德巴利探討有關古兰经的教義，然而，當奥斯曼在某個晚上意外見到艾德巴利漂亮的女兒玛尔可敦之後，奥斯曼開始更加頻繁的造訪艾德巴利的家，最終奥斯曼抵不住內心的愛意，決定向瑪爾可敦求婚。但艾德巴利認為雙方的家世背景相差太多，因此拒絕同意鄂圖曼對他女兒的追求。
在接下來的幾個月裡，失望的奥斯曼在他的朋友中尋求慰藉。深陷愛情中的奥斯曼憑藉對愛人的仰慕，使他滔滔不絕地描述著美麗的瑪爾可敦，讓聆聽奥斯曼演說的聽眾們紛紛愛上了她。其中一名聽眾 - 埃斯基謝希爾的年輕首領被奥斯曼動人的演說打動，也前往瑪爾可敦的家中求婚，不過艾德巴利同樣拒絕了他的請求。然而，艾德巴利擔心埃斯基謝希爾的首領會因為求婚遭拒而展開報復，因此決定將他的住所從埃斯基謝希爾附近搬到一處距離奥斯曼父親埃爾圖魯爾居所不遠的地點。
埃斯基謝希爾的首領為此開始討厭奥斯曼並將他視為自己最大的競爭對手。有一天，當奥斯曼和他的兄弟岡達茲·阿爾普（Gündüz Alp）正在拜訪他們的鄰居伊內尼（Ineani）領主的城堡時，一支由埃斯基謝希爾首領和他的盟友科斯·米海爾（科斯·米海爾是一名希臘裔的領主，他統領一座位於弗里吉亚地區的堅固堡壘。）所領導的武裝部隊包圍了城堡，他們要求伊內尼的領主交出鄂圖曼，但是伊內尼的領主拒絕做出這種出賣賓客的行為。當敵人還在城堡周圍猶豫是否要發動進攻的時候，奥斯曼和他的兄弟抓住了這個大好機會，率領隊伍突襲並成功擊敗敵人，他們將埃斯基謝希爾的領袖趕離城堡，並俘虜了科斯·米海爾。不過奥斯曼後來與科斯·米海爾成為好友，日後，當奥斯曼成為獨立的安纳托利亚侯国贝伊時，科斯·米海爾成為他最強大而忠實的支持者，並協助奥斯曼征服原屬希臘人控制的領土。
由於在伊內尼遭遇的事件，奥斯曼戰勝了他的對手並獲得科斯·米海爾醇厚的友誼，但奥斯曼仍無法贏得他心中的美人，時光飛逝，兩年的時光很快地過去，奥斯曼在愛意與焦慮中等待著時機的到來。
一天晚上，當奥斯曼在艾德巴利的家裡休息時（出於對旅人提供庇護的好客傳統，即使是那些求婚被拒者也不能拒絕他們的投宿），這名年輕的王子，他的心思全放在他的愛人那裡，經過漫長而憂鬱的沉思，奥斯曼睡著了，此時他夢見了一個夢。
 奥斯曼在夢中看到自己和主人逐漸相互靠近，他望見一輪圓月從艾德巴利的胸前冉冉升起，迎面沉入己身胸中直至消失。

在那之後，一棵美麗的樹木從他的肚臍中長出，大樹不斷地茁壯成長，直到成為一株壯麗的巨樹。

它的枝條和樹幹盤繞匯集成柔美的樹蔭，陰影籠罩了整個世界的地平線，樹蔭之下並有四座山嶺，奥斯曼認出它們分別是高加索山脉、阿特拉斯山脈、托魯斯山脈與巴尔干山脉。

這四座高山就彷如四根巨大的柱子，支撐著這棵神聖巨樹的穹頂，大地的中心即位處穹頂之下，從巨樹的樹根湧出四條河流，它們分別是底格里斯河、幼发拉底河、多瑙河以及尼罗河。

鄂圖曼看見河上熙來攘往的船隻，田地裡滿溢豐收的作物，山坡上覆蓋著綿延不絕的森林，林中豐腴的土壤內湧出泉水與小溪，甘泉在柏樹和玫瑰叢間潺潺流淌。

山谷中有座閃耀動人的宏偉城市，那兒有著圓頂和尖頂的建築，以及金字塔與方尖碑，還有叫拜樓和高塔，新月的月光映照在它們的頂峰上。

此時奥斯曼聽見長廊響起宣禮員呼喚人們禮拜的聲響，喚拜聲與一千隻夜鶯甜美的鳴叫交織在一起，伴隨著無數色彩繽紛鸚鵡們的合音，所有會歌唱的鳥兒皆高聲歡唱。

突然間，鳥群飛快地從枝幹交錯的縫隙間以及屋簷下逃逸無蹤，樹上的葉子紛紛化作銳利的彎刀，一陣大風颳起，肆虐的狂風將劍葉吹向世界上每一座城市，尤其直指君士坦丁堡。

坐落在兩片大海與兩塊大陸之間的君士坦丁堡，猶如位在兩顆藍寶石和兩顆祖母綠間的鑽石，君士坦丁堡將成為這枚戒指上最珍貴的寶石。

當奥斯曼正將這只坐擁寰宇的戒指戴到自己的手指上時，他醒了過來。
奥斯曼夢醒後，將夢中所見告訴艾德巴利，艾德巴利認為這場夢預示著奥斯曼與瑪爾可敦結合所生下的後代將會享有無盡的榮耀與權力，因此不再反對兩人的婚姻，同意將女兒瑪爾嫁給奥斯曼。

## 解釋
歷史學者們認為這則故事並非寫於奥斯曼一世的年代，而是在鄂圖曼帝國中後期才創作的作品，目的是為了替鄂圖曼帝國的建立與霸業提供神話上的詮釋，不過謝赫·艾德巴利在歷史上真有其人，奥斯曼確實有可能娶了他的女兒。